# Стрілянина в Княжичах
Стрілянина в Княжичах — перестрілка поліції між собою, що сталася 4 грудня 2016 року, унаслідок чого загинуло 5 поліцейських. Трагедія набула суспільного резонансу та поставила питання про ефективність реформи поліції.

## Події
Уранці, 4 грудня 2016 року у селі Княжичі київський карний розшук за підтримки спецпризначенців КОРД проводив спецоперацію із затримання грабіжників. Під час операції на місце подій прибув підрозділ Броварського відділення поліції охорони, який зреагував на сигналізацію, що спрацювала в одному із сусідніх будинків.
Поліцейські ДСО з невідомої причини затримали двох співробітників Управління оперативної служби ГУ Національної поліції Києва, які брали участь у спецоперації.
Після цього між ДСО і групою захоплення почалася перестрілка, жертвами якої стали п'ятеро поліцейських.

## Загиблі поліцейські
| Ранг              | Прізвище та ім'я  | Рік народження | Стать   | Місце проживання | Підрозділ       |
| ----------------- | ----------------- | -------------- | ------- | ---------------- | --------------- |
| Майор             | Віталій Валецький |                | чоловік | Іква             | КОРД            |
| Лейтенант         | Олександр Маніца  |                | чоловік | Київ             | НПУ             |
| Старший лейтенант | Юліан Рудько      |                | чоловік | Коболчин         | НПУ             |
| Старший сержант   | Євген Куртєв      |                | чоловік |                  | Поліція охорони |
| Старший сержант   | Сергій Орлов      |                | чоловік |                  | Поліція охорони |

## Розслідування
Порушено кримінальну справу за ч. 2 ст. 115 (вбивство) Кримінального кодексу України.

## Реакція влади
Генпрокурор України Юрій Луценко заявив, що розслідування трагедії бере під особистий контроль. Також для розслідування було створено оперативних штаб на базі Броварської прокуратури.
Спікер МВС Артем Шевченко заявив про те, що у зв'язку з перестрілкою в Княжичах Арсен Аваков перервав свій офіційний візит до Канади.

## Реакція суспільства
Суспільство висловлювало співчуття. Разом з тим, ця подія поставила у суспільстві питання про ефективність проведення поліцейської реформи.